# Fonseca (Kolumbien)
Fonseca ist eine Gemeinde (municipio) im Departamento La Guajira in Kolumbien. Fonseca liegt nah an der Grenze nach Venezuela.

## Geographie
Fonseca liegt auf einer Höhe von ungefähr 11 Metern in der Nähe der venezolanischen Grenze im Süden des Departamentos La Guajira. Die Gemeinde liegt im Tal des Flusses Ranchería zwischen der Sierra Nevada de Santa Marta und der Serranía del Perijá. Die Gemeinde grenzt im Norden an Riohacha und Barrancas, im Südwesten an San Juan del Cesar, im Nordwesten an Distracción und im Osten an Venezuela.

## Bevölkerung
Die Gemeinde Fonseca hat 35.205 Einwohner, von denen 23.238 im städtischen Teil (cabecera municipal) der Gemeinde leben (Stand: 2019).

## Geschichte
Es gibt verschiedene Varianten über die Geschichte der Gründung von Fonseca. Nach der ersten wurde Fonseca um 1700 von Agustín Fonseca und José Agustín Parodi am Río Ranchería gegründet. Nach einer anderen war die Besiedlung ein langsamer Kolonisierungsprozess.
Fonseca gehörte ab 1773 zur Provinz von Santa Marta. Seit 1829 ist Fonseca eine Gemeinde und gehört zur Guajira.

## Wirtschaft
Die wichtigsten Wirtschaftszweige Fonsecas sind Tierhaltung und Landwirtschaft.